# Marina (Lied)
Marina ist ein 1959 von Rocco Granata geschriebener und gesungener Popsong, der sich zum internationalen Millionenseller und Evergreen entwickelte.

## Entstehungsgeschichte

Rocco Granata – Marina (Tonalty 1018)

Der in Genk in Belgien lebende italienische Automechaniker Granata kam durch ein Plakat mit einer Zigarettenwerbung seiner Lieblingsmarke „Marina“ auf die Idee, zu einer mit seiner Band bereits improvisierten Samba-Melodie einen italienischen Text zu verfassen. Ein Impresario entdeckte die Gruppe mit dem Lied und verschaffte ihr im Juli 1959 einen Termin im Brüsseler Decca-Tonstudio mit Tontechniker Eddy „Achilles“ Palmans, gleichzeitig Musikdirektor von Decca Records Belgien.
Das belgische Plattenlabel Tonalty entschloss sich im August 1959, das Lied als A-Seite zu veröffentlichen (Tonalty #1018) und ließ 300 Singles gegen Bezahlung pressen, mit denen Musikboxen bestückt wurden. Hierdurch stieg die Popularität an, so dass sich die holländische Plattenfirma Delahay (DS 1012) entschloss, die Platte mit dem italienischen Text auch in den Niederlanden zu veröffentlichen.

## Veröffentlichung und Erfolg in Deutschland

Rocco Granata – Marina

Eine dieser 300 Demoaufnahmen gelangte zu EMI Columbia nach Köln. Der Song passte in die Kategorie des aktuellen südländischen Schlagertrends in Deutschland und erhielt von Lilibert einen deutschen Text. Marina / Manuela (Columbia C 21 284) wurde im September 1959 in Deutschland veröffentlicht und kam im Oktober 1959 in die deutsche Hitparade, wo die Single für drei Monate auf Rang eins blieb. Granata hat hiervon in Deutschland eine Million Platten umgesetzt, Hierfür bekam er eine Goldene Schallplatte verliehen und erhielt bei Electrola den hausinternen „Goldenen Hund“ für mehr als eine Million Exemplare. In den Bravo-Jahrescharts 1960 rangierte die Single mit 453 Punkten auf Rang zwei.
Danach breitete sich der Erfolg weltweit aus. In Belgien blieb sie fünf Monate auf dem ersten Platz (nunmehr auf dem Moonglow-Label), im Januar 1960 waren 300.000 Exemplare in den Niederlanden verkauft, 1 Million Exemplare im Heimatland Italien folgten bis Ende 1960. Auch in Norwegen avancierte sie zum Nummer-eins-Hit. In Frankreich übernahm Barclay Records die Vermarktung. Versehen mit einem englischen Text von Ray Maxwell gelang es Granata, in den USA bis auf Rang 31 vorzudringen, nachdem Marina in der Zeitschrift Billboard vorgestellt worden war. Er trat am 22. November 1959 mit dem Lied in der New Yorker Carnegie Hall auf. Im August 1960 wurde das Stück im Soundtrack des Schlagerfilms Marina verwendet. Es wird geschätzt, dass weltweit von Marina in allen Versionen etwa zehn Millionen Exemplare verkauft wurden. Komponist Granata sieht Marina als seine Alterssicherung an.

## Coverversionen
Nur selten gelingt einer Coverversion in unmittelbarer zeitlicher Nähe zum Original ein erneuter Erfolg. Auf Columbias Schwesterlabel Electrola konnte Will Brandes im November 1959 einen enormen Erfolg verbuchen, belohnt mit Rang 7 in der Hitparade. 
Es gibt mindestens 75 Coverversionen. Allein drei in den USA, darunter Tony Martin (aufgenommen am 19. Oktober 1959; RCA 47-7633). Daneben gibt es Fassungen von den Gipsy Kings, Toots Thielemans, Marino Marini, Claudio Villa, Peppino di Capri, Caterina Valente, Willy Alberti, Siro Marcellini, Renato Carosone, Gianni Morandi und Dalida. Phil & John brachten im April 1973 eine von Tony Hendrik produzierte deutsche Version des Lieds heraus. Im Juni 1989 erreichte eine Neuaufnahme mit Rocco Granata & The Carnations Rang eins der belgischen Charts.